# 杜博沃耶农村居民点 (别尔哥罗德州)
杜博沃耶农村居民点（俄语：Дубовское сельское поселение）是俄罗斯联邦别尔哥罗德州别尔哥罗德区所属的一个农村居民点。其下辖有3个居民点，行政中心为杜博沃耶。据2016年统计，该农村居民点的人口为10714人。